# Chiesa di San Giorgio Martire (Portomaggiore)
La chiesa di San Giorgio Martire è la parrocchiale di Gambulaga, frazione del comune di Portomaggiore in provincia di Ferrara. Appartiene al vicariato di San Giorgio dell'arcidiocesi di Ferrara-Comacchio e la sua costruzione risale al XIV secolo.

## Storia

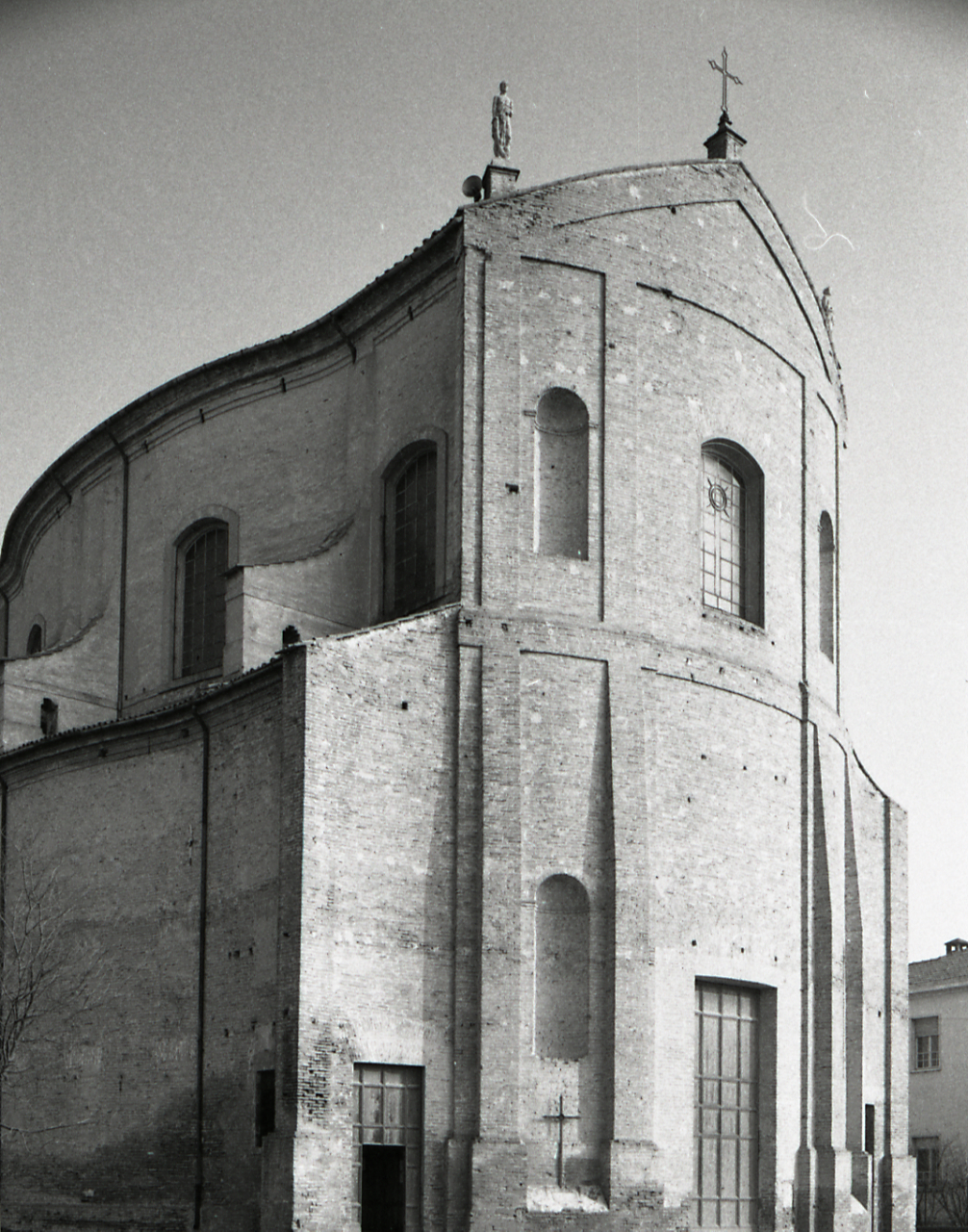
Immagine della chiesa in un'immagine del 1974 di Paolo Monti

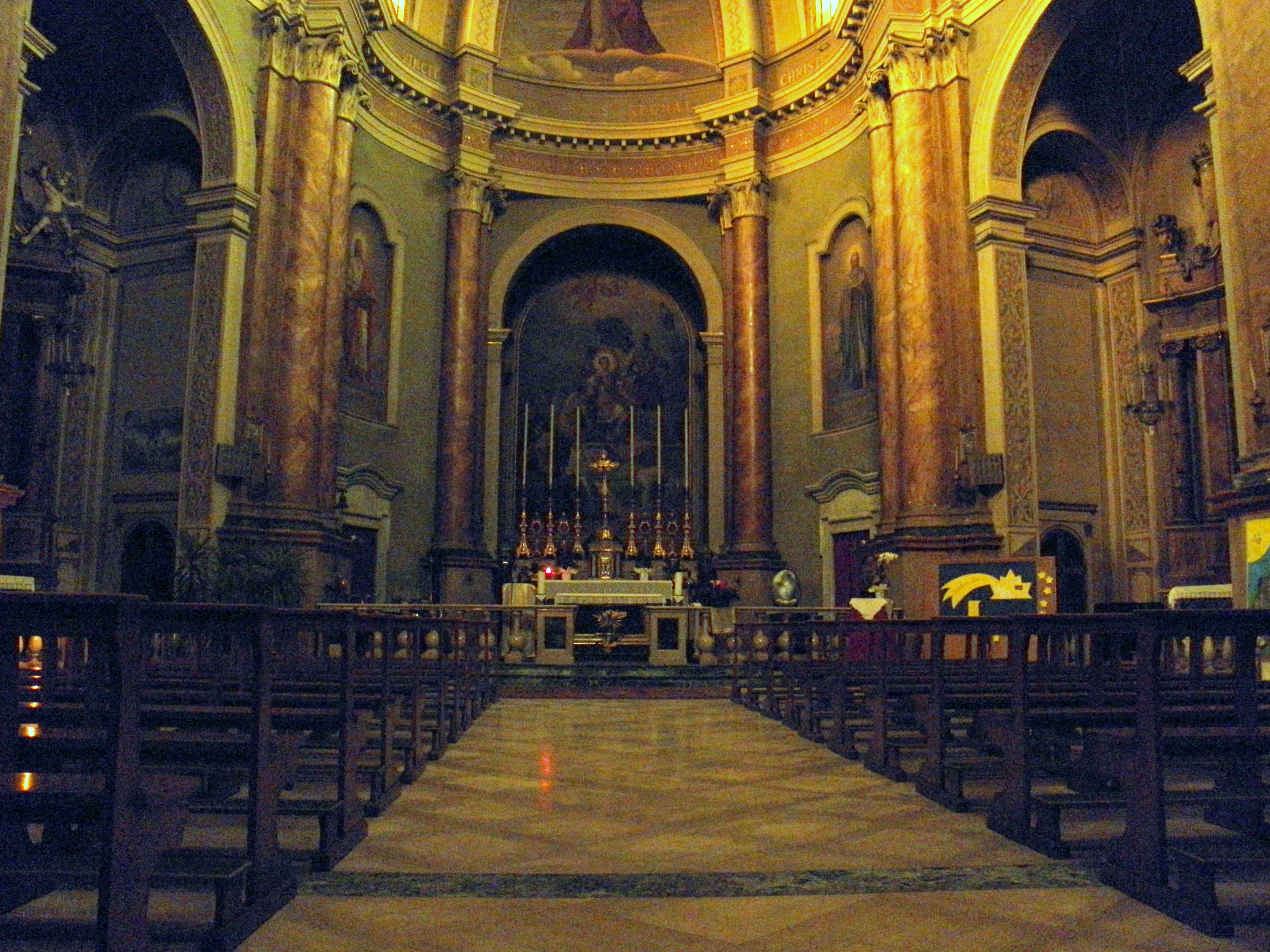
Interno della sala

L'edificio sorge sul sito dove era presente il castello della famiglia Adelardi Marchesella, sulle rive del fiume Sandalo, poi scomparso. La chiesa di San Giorgio a Gambulaga fu oggetto, nel 1434, della visita pastorale del vescovo di Ferrara Giovanni Tavelli da Tossignano. Dagli atti della visita ci sono pervenute le prime documentazioni storiche relative all'edificio sacro ed alla parrocchia.
Attorno alla metà del XVI secolo venne edificata una nuova chiesa che nel 1574 ricevette a sua volta la visita pastorale del vescovo ausiliare di Ravenna Giovanni Battista Maremonti. In tale occasione vennero visitati anche i due oratori di Gambulaga, quello dedicato ai Santi Giacomo e Filippo e quello dei frati di San Paolo.
Circa due secoli dopo, a partire dal 1767, venne decisa la costruzione di un nuovo edificio in sostituzione di quello del XVI secolo. Il progetto venne affidato ad Antonio Foschini ed il cantiere rimase attivo per nove anni.
L'aspetto desiderato da Foschini voleva richiamare la struttura di una nave, con l'abside a rappresentare la prua e la facciata la poppa. Furono costruite grandi colonne in legno unite a pilastri che racchiudevano le cappelle laterali. Queste parti furono dipinte di bianco e tali rimasero sino al restauro realizzato alla metà del XX secolo, quando vennero ridipinte per sembrare di marmo, in modo da uniformarsi esteticamente al marmo dell'altar maggiore.
La solenne consacrazione dell'edificio restaurato venne celebrata da Natale Mosconi, arcivescovo di Ferrara, nel 1956.

## Descrizione

### Esterni
La chiesa si trova nell'abitato di Gambulaga e mostra un particolare aspetto che ricorda la forma di una nave. La facciata è semplice, curvilinea e post barocca con nicchie, contrafforti e paraste.

### Interni
La navata interna è unica ed ampliata dalle cappelle latarali. In sagrestia si conserva un'immagine che raffigura il santo titolare, oltre a quella già presente nella sala.